# Desmoscolex minor
Desmoscolex minor är en rundmaskart som beskrevs av Alexander Schepotieff 1907. Desmoscolex minor ingår i släktet Desmoscolex och familjen Desmoscolecidae. Inga underarter finns listade i Catalogue of Life.